# 布萊克金·邁耶
布萊克金·邁耶（英語：Breckin Erin Meyer，1974年5月7日—）是一位美國男演員、喜劇演員、作家、製作人和鼓手。因出演《哈啦上路》、《穿越時空愛上你》、《加菲貓》、《加菲貓2》及《舊愛找麻煩》而出名，他和茱兒·巴莉摩曾在同一所小學上學，并在她的介紹下進入演藝界。在兒童時就出演過眾多廣告。並在1991年首次出演電影。

## 演出作品
- 1995年 叻女掌門人
- 2004年加菲貓

## 外部連結
- 布萊克金·邁耶在互联网电影资料库（IMDb）上的資料（英文）
- TCM电影资料库上布萊克金·邁耶的资料（英文）